# Államok vezetőinek listája 1896-ban
Ezen az oldalon az 1896-ban fennálló államok vezetőinek névsora olvasható földrészek, majd országok szerinti bontásban.

## Európa
- Andorra (parlamentáris társhercegség)
  - Társhercegek
    - Francia társherceg – Félix Faure (1895–1899), lista
    - Episzkopális társherceg – Salvador Casañas y Pagés (1879–1901), lista
- Belgium (monarchia)
  - Uralkodó – II. Lipót király (1865–1909)
  - Kormányfő –
    1. Jules de Burlet (1894–1896)
    2. Paul de Smet de Naeyer (1896–1899), lista
- Dánia (monarchia)
  - Uralkodó – IX. Keresztély király (1863–1906)
  - Kormányfő – Kjeld Thor Tage Otto von Reedtz-Thott (1894–1897), lista
- Egyesült Királyság (parlamentáris monarchia)
  - Uralkodó – Viktória Nagy-Britannia királynője (1837–1901)
  - Kormányfő – Robert Gascoyne-Cecil (1895–1902), lista
- Franciaország (köztársaság)
  - Államfő – Félix Faure (1895–1899), lista
  - Kormányfő –
    1. Léon Bourgeois (1895–1896)
    2. Jules Méline (1896–1898), lista
- Görögország (monarchia)
  - Uralkodó – I. György király (1863–1913)
  - Kormányfő – Teodórosz Delijánnisz (1895–1897), lista
- Hollandia (monarchia)
  - Uralkodó – Vilma királynő (1890–1948)
  - Kormányfő – Joan Röell (1894–1897), lista
- Liechtenstein (parlamentáris monarchia)
  - Uralkodó – II. János herceg (1859–1929)
- Luxemburg (monarchia)
  - Uralkodó – Adolf nagyherceg (1890–1905)
  - Kormányfő – Paul Eyschen (1888–1915), lista
- Monaco (monarchia)
  - Uralkodó – I. Albert herceg (1889–1922)
- Montenegró (monarchia)
  - Uralkodó – I. Miklós király (1860–1918)
  - Kormányfő – Božo Petrović (1879–1905), lista
- Német Császárság (monarchia)
  - Uralkodó – II. Vilmos császár (1888–1918)
  - Kancellár – Chlodwig zu Hohenlohe-Schillingsfürst (1894–1900), lista
- Olasz Királyság (monarchia)
  - Uralkodó – I. Umbertó király (1878–1900)
  - Kormányfő –
    1. Francesco Crispi (1893–1896)
    2. Antonio Starabba (1896–1898), lista
- Orosz Birodalom (monarchia)
  - Uralkodó – II. Miklós cár (1894–1917)
- Osztrák–Magyar Monarchia (monarchia)
  - Uralkodó – I. Ferenc József király (1848–1916)
  - Kormányfő –
    - Osztrák Császárság – Kasimir Felix von Badeni (1895–1897), lista
    - Magyar Királyság – Bánffy Dezső (1895–1899), lista
- Pápai állam (abszolút monarchia)
  - Uralkodó – XIII. Leó pápa (1878–1903)
- Portugália (monarchia)
  - Uralkodó – I. Károly király (1889–1908)
  - Kormányfő – Ernesto Hintze Ribeiro (1893–1897), lista
- Román Királyság (monarchia)
  - Uralkodó – I. Károly király (1866–1914)
  - Kormányfő –
    1. Dimitrie Sturdza (1895–1896)
    2. Petre S. Aurelian (1896–1897), lista
- San Marino (köztársaság)
  - San Marino régenskapitányai:
    1. Federico Gozi és Vincenzo Mularoni (1895–1896)
    2. Giovanni Bonelli és Settimio Lonfernini (1896)
    3. Menetto Bonelli és Marino Babboni (1896–1897), régenskapitányok
- Spanyolország (monarchia)
  - Uralkodó – XIII. Alfonz király (1886–1931)
  - Kormányfő – Antonio Cánovas Del Castillo (1895–1897), lista
- Svájc (konföderáció)
  - Szövetségi Tanács:[1]
  - Adolf Deucher (1883–1912), Emil Frey (1890–1897), Josef Zemp (1891–1908), Adrien Lachenal (1892–1899), elnök, Walter Hauser (1888–1902), Eugène Ruffy (1893–1899), Eduard Müller (1895–1919)
- Svédország (parlamentális monarchia)
- Norvégia és Svédország perszonálunióban álltak.
  - Uralkodó – II. Oszkár király (1872–1907)
  - Kormányfő – Erik Gustaf Boström (1891–1900), lista
- Szerbia (monarchia)
  - Uralkodó – I. Sándor király (1889–1903)
  - Kormányfő –
    1. Stojan Novaković (1895–1896)
    2. Đorđe Simić (1896–1897), lista

## Afrika
- Asanti Birodalom (monarchia)
  - Uralkodó –
    1. Kwaku Dua III Asamu, Asantehene (1888–1896)
    2. Opoku Mensa, az adminisztráció elnöke (1896–1900)
- Benini Királyság (monarchia)
  - Uralkodó – Ovonramwen király (1888–1897)
- Etiópia (monarchia)
  - Uralkodó – II. Menelik császár (1889–1913)
- Futa-Dzsalon (moszlim teokrácia)
  - Uralkodó –
    1. Almany Almadou (1873–1896)
    2. Bokar Biro
- Kaffa Királyság (monarchia)
  - Uralkodó – Gaki Serocso császár (1890–1897)
- Kanói Emírség (monarchia)
  - Uralkodó – Aliju Babba (1894–1903)
- ' Kongói Szabadállam
  - Uralkodó – II. Lipót király (1885–1909)
- Libéria (köztársaság)
  - Államfő –
    1. Joseph James Cheeseman (1892–1896)
    2. William D. Coleman (1896–1900), lista
- Mahdi Állam (szakadár állam)
  - Államfő – Abdallahi ibn Muhammad (1885–1898)
- Marokkó (monarchia)
  - Uralkodó – Abd al-Azíz szultán (1894–1908)
- Mohéli (Mwali) (monarchia)[2]
  - Uralkodó – Szalima Masamba szultána-királynő (1888–1909)
- Oranje Szabadállam (köztársaság)
  - Államfő –
    1. Pieter Jeremias Blignaut (1895–1896), ideiglenes
    2. Martinus Theunis Steyn lista (1896–1902)
- Szokoto Kalifátus (monarchia)
  - Uralkodó – Abdur Rahman Atiku (1891–1902)
  - Kormányfő – Muhammadu Sambo ibn Ahmad (1886–1903)
- Szváziföld (monarchia)
  - Uralkodó – V. Ngwane király (1895–1899)
- Transvaal Köztársaság (köztársaság)
  - Államfő – Paul Kruger (1883–1902)
- Vadai Birodalom
  - Uralkodó – Juszuf kolak (1874–1898)
- Wassoulou Birodalom (monarchia)
  - Uralkodó – Samori Ture, császár (1878–1898)

## Dél-Amerika
- Argentína (köztársaság)
  - Államfő – José Evaristo Uriburu (1895–1898), lista
- Bolívia (köztársaság)
  - Államfő –
    1. Mariano Baptista Caserta (1892–1896)
    2. Severo Fernández (1896–1899), lista
- Brazília (köztársaság)
  - Államfő – Prudente José de Morais Barros (1894–1898), lista
- Chile (köztársaság)
  - Államfő –
    1. Jorge Montt (1891–1896)
    2. Federico Errázuriz Echaurren (1896–1901), lista
- Ecuador (köztársaság)
  - Államfő – Eloy Alfaro (1895–1901), lista
- Kolumbia (köztársaság)
  - Államfő – Miguel Antonio Caro (1894–1898), lista
- Paraguay (köztársaság)
  - Államfő – Juan Bautista Egusquiza (1894–1898), lista
- Peru (köztársaság)
  - Államfő – Nicolás de Piérola (1895–1899), lista
- Uruguay (köztársaság)
  - Államfő – Juan Idiarte Borda (1894–1897), lista
- Venezuela (köztársaság)
  - Államfő – Joaquín Crespo (1892–1898), lista

## Észak- és Közép-Amerika
- Amerikai Egyesült Államok (köztársaság)
  - Államfő – Grover Cleveland (1893–1897), lista
- Costa Rica (köztársaság)
  - Államfő – Rafael Yglesias Castro (1894–1902), lista
- Dominikai Köztársaság (köztársaság)
  - Államfő – Ulises Heureaux (1887–1899), lista
- Salvador (köztársaság)
  - Államfő – Rafael Antonio Gutiérrez (1894–1898), lista
- Guatemala (köztársaság)
  - Államfő – José María Reina Barrios (1892–1898), lista
- Haiti (köztársaság)
  - Államfő –
    1. Florvil Hyppolite (1889–1896)
    2. Tirésias Simon Sam (1896–1902), lista
- Honduras (köztársaság)
  - Államfő – Policarpo Bonilla (1894–1899), lista
- Kanada (parlamentáris monarchia)
  - Uralkodó – Viktória királynő (1837–1901)
  - Kormányfő –
    1. Mackenzie Bowell (1894–1896)
    2. Wilfrid Laurier (1896–1911), lista
- Mexikó (köztársaság)
  - Államfő – Porfirio Díaz (1884–1911), lista
- Nicaragua (köztársaság)
  - Államfő – José Santos Zelaya (1893–1909), lista

## Ázsia
- Aceh Szultánság (monarchia)
  - Uralkodó – Alauddin Muhammad Da'ud Syah II (1875–1903)
- Afganisztán (monarchia)
  - Uralkodó – Abdur Rahman Kán emír (1880–1901)
- Bhután (monarchia)
  - Uralkodó – Szangje Dordzsi druk deszi (1885–1901)
- Buhara
  - Uralkodó – ’Abd al-Ahad kán (1885–1911)
- Dálai Emírség (monarchia)
  - Uralkodó – Szaif ibn Szajf al-Amiri (1886–1911)
- Dzsebel Sammar (monarchia)
  - Uralkodó – Muhammad bin Abdullah (1869–1897), Dzsebel Sammar emírje
- Csoszon (monarchia)
  - Uralkodó – Kodzsong király (1863–1897)
- Hiva
  - Uralkodó – II. Muhammad Rahím Bahadúr kán (1864–1910)
- Japán (császárság)
  - Uralkodó – Mucuhito császár (1867–1912)
  - Kormányfő –
    1. Itó Hirobumi (1892–1896)
    2. Macuka Maszajosi (1896–1898), lista
- Kína
  - Uralkodó – Kuang-hszü császár (1875–1908)
- Maszkat és Omán (abszolút monarchia)
  - Uralkodó – Fejszál szultán (1888–1913)
- Nepál (alkotmányos monarchia)
  - Uralkodó – Prithvi király (1881–1911)
  - Kormányfő – Bir Sumser Dzsang Bahadur Rana (1885–1901), lista
- Oszmán Birodalom (monarchia)
  - Uralkodó – II. Abdul-Hamid szultán (1876–1909)
  - Kormányfő – Halil Rifat Pasa (1895–1901), lista
- Perzsia (monarchia)
  - Uralkodó –
    1. Nászer ad-Din sah (1848–1896)
    2. Mozaffar ad-Din sah (1896–1907)
- Sziám (parlamentáris monarchia)
  - Uralkodó – Csulalongkorn (1868–1910) király

## Óceánia
- Hawaii (köztársaság)
  - Államfő – Sanford Ballard Dole (1894–1900), lista
- Tonga (monarchia)[3]
  - Uralkodó – II. Tupou György király (1893–1918)
  - Kormányfő – Siosateki Tonga Veikune (1893–1905), lista